# Мартин Харник
Мартин Харник (на немски: Martin Harnik) е роден на 10 юни 1987 година в Хамбург, Германия. Той е австрийски футболист. От 2007 г. е играч на германския Вердер Бремен. Играе за националния отбор на страната си